# Ахмедова, Кулькалам Ахмед кызы
Кулькалам Ахмед кызы (Гюлькадам Нахмет кызы) Ахмедова (азерб. Gülqələm Əhməd qızı Əhmədova; 1922, Ленкоранский уезд — 1987, Масаллинский район) — советский азербайджанский табаковод, Герой Социалистического Труда (1950).

## Биография
Родилась в 1922 году в селе Сыгынджак Ленкоранского уезда Азербайджанской ССР (ныне село в Масаллинском районе).
Работала звеньевой колхоза имени Ази Асланова Масаллинского района. В 1949 году получила урожай табака сорта «Трапезонд» 25,3 центнеров с гектара на площади 3 гектара.
Указом Президиума Верховного Совета СССР от 17 августа 1950 года за получение высоких урожаев табака в 1949 году Ахмедовой Кулькалам Ахмед кызы присвоено звание Героя Социалистического Труда с вручением ордена Ленина и золотой медали «Серп и Молот».
Скончалась в 1987 году.